# Пета (анатомија)
Пета је истакнути део на задњем крају стопала. Заснива се на пројекцији калканеусне кости или петне кости.

## Анатомска структура
За расподелу сила притиска које делују на пети током ходања, а нарочито током фазе стајања када пета додирује земљу, заслужен је потплат стопала који је прекривен слојем поткожног везивног ткива до 2 цм дебљине и који се налази испод пете. Ово ткиво има такву структуру да делује као амортисер. Свака од ових комора садржи фибромасно ткиво прекривено слојем жилавог везивног ткива направљеног од колагених влакана. Они су чврсто везани за плантарну апонеурозу. Потплат стопала је једно од нај васкуларизованијих подручја телесне површине, а густи систем крвних судова додатно стабилизира регион.
Ахилова тетива је мишићна тетива троглавог мишића, „троглава“ који је потплат кратног лисног мишића . Главна функција троглавог мишића је плантарна флексија, тј. истезање стопала према доле. Прати га „четврта глава“, лагани плантарични мишић, чија је дуга витка тетива такође причвршћена на петну кост, али није видљива.

## Функција
Сила притиска која се примењује на стопало распоређена је дуж пет тачака, три медијална (страна великог ножног прста) и две бочне (страна малог ножног прста). Будући да је поткољена кост постављена изнад петне кости, ове тачке су близу ножних прстију, али превладавају близу пете и заједно формирају лукове стопала који су оптимизовани за расподељене силе притиска по неравном терену. У том контексту, пета тако формира задњу тачку ослонца која заједно са регијонима великих и малих ножних прстију носи велики терет.